# Санта Марија ин Страда (Болоња)
Санта Марија ин Страда (итал. Santa Maria in Strada) је насеље у Италији у округу Болоња, региону Емилија-Ромања.
Према процени из 2011. у насељу је живело 19 становника. Насеље се налази на надморској висини од 38 м.